# EIA-422
ANSI/TIA/EIA-422-B (раніше RS-422) — американський стандарт, його міжнародний еквівалент — рекомендація ITU-T V.11 [Архівовано 22 червня 2015 у Wayback Machine.] (він же X.27). Цей технічний стандарт забезпечує збалансовану або диференціальну однонаправлену  передачу даних без реверсу по термінованих або нетермінованих лініях, з можливістю з'єднання «точка-точка» або для багатоабонентської доставки повідомлень.
На відміну від RS-485, який забезпечує багатоточкову топологію, EIA-422/V.11 не дозволяє мати декількох відправників, однак дозволяє мати декількох отримувачів повідомлень.
Повна назва документа, який регламентує цей стандарт ANSI — «Електричні характеристики і кола живлення інтерфейсу TIA-422». Опубліковано в травні 1994 року, на сьогодні[коли?] має ревізію «B». Підтверджено Telecommunications Industry Association в 2005 році.
Відзнакою цього стандарту є швидкість передачі даних до 10 мегабіт за секунду для кабелю довжиною 12 метрів. Хоча специфікація стандарту не встановлює верхню межу, в ній наведено діаграму затухання сигналу зі збільшенням довжини кабелю. Діаграма закінчується на 10 Мбіт/с.